# Thomas Gordon (Psychologe)

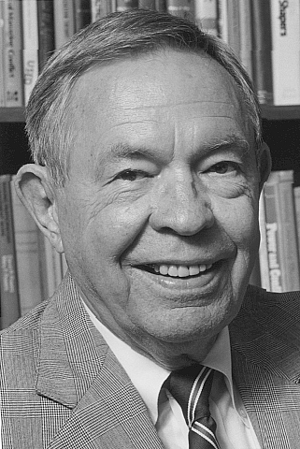
Thomas Gordon

Thomas Gordon (* 11. März 1918; † 26. August 2002) war praktizierender Psychologe in den USA. Er promovierte an der Universität von Chicago, wo er auch unterrichtete. Durch seine Erfahrungen in der Arbeit mit Kindern und Jugendlichen erkannte er die große Bedeutung der Kommunikation und gewaltfreien Konfliktlösung für die zwischenmenschliche Beziehung.

## Weitere Einzelheiten
Basierend auf wissenschaftlichen Grundlagen und der humanistischen Psychologie von Carl Rogers entwickelte er ein konkretes, im Alltag anwendbares Modell, das auch als Gordon-Modell bekannt ist. Thomas Gordon gehört zu den Pionieren der humanistischen Psychologie und war der Überzeugung, dass Menschen, die in einem fürsorglichen und freiheitlichen Klima aufwachsen, in hohem Maße fähig werden, Verantwortung zu tragen und ein selbstbestimmtes, erfülltes Leben zu führen.
Er ist Autor mehrerer Bücher zum Thema Kommunikation, Erziehung und Beziehungen. Sein wohl bekanntestes Buch Familienkonferenz wurde weltweit millionenfach verkauft. Um interessierten Personen die Anwendung seiner Methoden zu erleichtern, entwickelte er bereits in den 60er Jahren verschiedene spezifische Trainingskurse für Eltern, Erziehungspersonen, Manager etc. Für seine Arbeiten wurde Thomas Gordon mehrfach ausgezeichnet. Ziel seiner Methode, das Verbessern von Beziehungen und das gewaltlose Lösen von Konflikten ohne Verlierer, ist zudem Friedensarbeit im eigentlichen Sinne.
- Er war als Berater des Weißen Hauses in der Konferenz zum Thema Kinder tätig.[1]
- Außerdem war er Mitglied der Nationalen Gesellschaft für Frieden und Mitglied der Abteilung für Friedenspsychologie der American Psychological Association.[1]
- Er wurde dreimal für den Friedensnobelpreis nominiert: 1997, 1998 und 1999.[2]

### Werke
- Familienkonferenz (Parent Effectiveness Training, 1970) deutsche Erstausgabe bei Hoffmann und Campe, 1972, ISBN 3-453-02984-4 (46. Auflage 1989)
- Lehrer-Schüler-Konferenz, deutsche Erstausgabe bei Hoffmann und Campe, 1977, ISBN 3-453-02993-3 (17. Auflage 1989)
- Familienkonferenz in der Praxis, deutsche Erstausgabe bei Hoffmann und Campe, 1978, ISBN 3-453-03388-4
- Managerkonferenz (Leader Effectiveness Training L.E.T.), deutsche Erstausgabe bei Hoffmann und Campe, 1979, ISBN 3-453-60000-2
- Die neue Familienkonferenz: Kinder erziehen ohne zu strafen, deutsche Erstausgabe bei Hoffmann und Campe, 1993, ISBN 3-453-07861-6 (20. Auflage 1994)
- Das Verkäuferseminar, deutsche Erstausgabe 1995, ISBN 3-593-35270-2
- Patientenkonferenz, deutsche Erstausgabe bei Hoffmann und Campe, 1997, ISBN 3-455-11196-3
- Das Gordon-Modell, deutsch 1998, ISBN 3-453-14139-3
- Die neue Beziehungskonferenz, deutsche Erstausgabe bei Heyne, 2002, ISBN 3-453-86130-2